# Boy (film 2010)
Boy è un film del 2010 scritto, diretto ed interpretato da Taika Waititi.

## Trama
Nuova Zelanda, 1984. Boy è un undicenne che vive in un piccolo paese con la nonna, il fratellino Rocky e i loro cuginetti. Orfano di madre, Boy è cresciuto con il mito di suo padre Alamein, che in realtà è un criminale buono a nulla e non è mai stato presente per la famiglia. Le cose cambiano quando Alamein torna a casa improvvisamente per cercare una borsa piena di denaro sotterrata anni prima.

## Distribuzione
Il film è stato presentato al Sundance Film Festival nel gennaio 2010, ed è stato candidato per il Gran Premio della Giuria.
Alla sua uscita il film è diventato il maggior incasso di sempre in Nuova Zelanda.